# Albert Helff
Johann Albert Jacob Helff (* 20. April 1861 in Grävenwiesbach; † 18. März 1945 in Allendorf) war ein deutscher Jurist und Mitglied des Provinziallandtages der Provinz Hessen-Nassau.

## Leben
Albert Helff war der Sohn des Pfarrers Johann Georg Helff (1828–1911) und dessen Ehefrau Anna Katharina Henriette Hentz (1834–1907).
Nach dem Besuch des Gymnasiums Limburg und dem Abitur am Lessing-Gymnasium Frankfurt absolvierte er ein Studium der Rechtswissenschaften an den Universitäten Heidelberg, Marburg und Berlin und promovierte an der Martin-Luther-Universität Halle-Wittenberg zum Dr. jur. 1890/1891 eröffnete er in Frankfurt eine Anwaltskanzlei und wurde zum Oberlandesgericht Frankfurt zugelassen.
Er war langjähriger Vorsitzender des Frankfurter Notarvereins und zweiter Vorsitzender der Frankfurter Anwaltskammer, betätigte sich politisch und wurde Vorstandsmitglied des Vereins der Frankfurter Fortschrittspartei.
Bei den Reichstagswahlen 1898 kandidierte er als Mitglied der Freisinnigen Volkspartei erfolglos im Reichstagswahlkreis Regierungsbezirk Kassel 4.
Von 1899 bis 1919 war er Mitglied der Frankfurter Stadtverordnetenversammlung.
1901 wurde er für Theodor Stern Mitglied des Nassauischen Kommunallandtages des preußischen Regierungsbezirks Wiesbaden bzw. des Provinziallandtages der Provinz Hessen-Nassau.
Helff  war darüber hinaus  Mitglied des Frankfurter Vereins für Geschichte und Altertumskunde. und der Gesellschaft für Erdkunde.
Helff war mit  Frida Margarete Henriette Münch (1875–1932, Tochter des Gustav Münch), verheiratet.

## Öffentliche Ämter
- Beisitzer beim Disziplinargericht der Evangelischen Landeskirche Frankfurt am Main.[4]
- Präses-Ältester der evangelisch-reformierten Gemeinde in Frankfurt am Main
- Mitglied der Synode der verfassunggebenden Kirchenversammlung
- Senior des Almosenkastens sowie Pflegamtsmitglied und Kassierer des Versorgungshauses für alte Leute und des Wiesenhüttenstifts

## Ehrungen
- 1910 Justizrat